# Ilak Island
Ilak Island ist eine unbewohnte Insel der Delarof Islands, einer Inselgruppe im Westen der Andreanof Islands, die im Südwesten der Aleuten liegen. Die etwa 1,5 km lange und 28 m hohe Insel liegt im Osten der Delarofs.